# Ambiorix (bier)
Ambiorix Dubbel is een Belgisch bier van hoge gisting.
Het bier wordt sinds 1985 gebrouwen in Brouwerij Slaghmuylder te Ninove en verwijst naar de dapperste der galliërs Ambiorix. Het werd oorspronkelijk gebrouwen in opdracht van een Tongerse bierhandelaar. Het is een donkerbruin bier met een alcoholpercentage van 7,5%.

## Drongens Plezierke
Drongens Plezierke is een etiketbier van Ambiorix Dubbel. Het moederbier wordt duidelijk op het etiket vermeld. Het wordt sinds 1989 in de Gentse deelgemeente Drongen verkocht ten voordele van de jaarlijkse antiek- en brocantemarkt in het centrum van het dorp.